# Robert Fowler (ciclista)
Robert Fowler (Krugersdorp, 5 dicembre 1931 – Johannesburg, 27 dicembre 2001) è stato un pistard sudafricano.

## Palmarès

### Olimpiadi
- Argento a Helsinki 1952 nell'inseguimento a squadre.